# Marcel Jacno
Pour les articles homonymes, voir Jacno.
 (décembre 2023).
Marcel Jacno, dit Jacno, est un graphiste français né le 6 août 1904 et mort le 23 février 1989. Il est connu pour avoir dessiné le paquet de cigarettes Gauloises (1936, 1946, 1947), ainsi que le logo du TNP (1951).

## Biographie
Marcel Jacno est un autodidacte des arts graphiques.
Il commence sa carrière à la fin des années 1920 en dessinant des affiches de cinéma. Ses premiers travaux sont des affiches pour Gaumont et (La Valse des adieux, 1928, Loulou, 1929, et certains films de Charlie Chaplin)Paramount.
Après ces premières expériences avec le cinéma il sera marqué par le caractère Bifur, dessiné par Cassandre pour la fonderie française Deberny et Peignot, qu'il verra dans l'enceinte du cabaret Le Bœuf sur le toit. Cela donna lieu à la création du caractère Film en 1934, publié par Deberny et Peignot. Il crée en 1936 le caractère Scribe.
En 1936, il dessine pour la Seita le célèbre paquet de Gauloises, revisitant le casque ailé inventé par Maurice Giot en 1929.
À la fin des années 1930, Jacno se rend aux États-Unis. Il y travaille pour plusieurs agences et devient enseignant à la New York School of Fine and Applied Art.
De retour en France, il est mobilisé et combat lors de l'offensive allemande de 1940. Fait prisonnier, il s'évade, puis s'engage dans la Résistance. Arrêté par la Gestapo, il est torturé et déporté au camp de Buchenwald. De ces années tragiques, il gardera un profond sens de l'engagement et les valeurs républicaines au cœur.
Dès 1945, il contribue au remaniement des imprimés administratifs de l'État. 

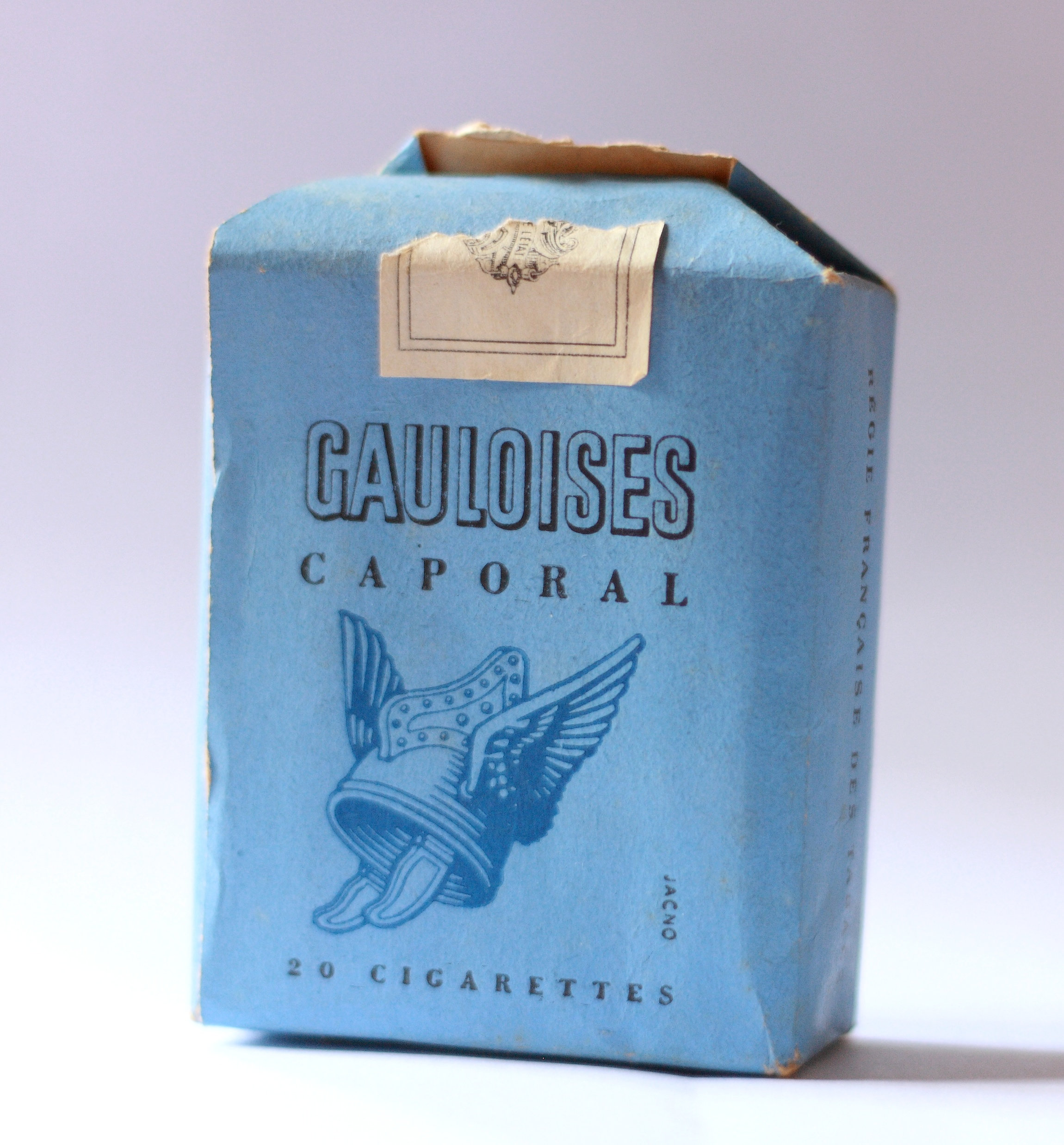
Paquet de cigarettes Gauloises. La signature de Jacno est placée en verticale, au bas droit de l'illustration.

En 1946, il redessine le paquet de cigarettes Gauloises, dont le tirage mensuel en France est de 70 millions d'exemplaire et annuel mondial d'environ deux milliards[réf. nécessaire]. Sa signature est apposée sur chacun des exemplaires,. Il signe aussi le dessin des paquets dits « tabac de troupes », variante militaire du casque gaulois, remplacé par un casque Adrian, symbole de l'armée de terre, auquel sont adjoint une paire d'ailes illustrant l'armée de l'air et une ancre, se référant à la marine nationale. Il signe une seconde version du paquet de Gauloises en 1947 qui sera un des logos les plus populaires pour les Français[réf. nécessaire] et, selon François-Xavier Lalanne et Claude Lalanne, est une sorte de record mondial dans la diffusion d'une création signée.

« François-Xavier et sa femme Claude Lalanne me firent remarquer que j'étais le recordman des multiples, étant donné que ce paquet si banal était imprimé à un nombre d'exemplaires qui bat tous les records des signatures : un milliard et demi d'exemplaires chaque mois. Aucune œuvre signée, pas même les innombrables éditions des textes de Lénine, n'approchent ce chiffre, même de très loin. Ce record est d'autant plus curieux qu'il est le fait d'un auteur dont la notoriété est limitée à quelques petits cercles professionnels. »

— Marcel Jacno, Un bel avenir, éditions Maurice Nadeau, coll. « Papyrus », 1981.
Marcel Jacno assure durablement le packaging des produits de la SEITA, ainsi que les annonces, conditionnements, coffrets ou flaconnages pour Révillon, Guerlain, Chanel, Bourgeois, ou les alcooliers Cinzano et Courvoiser. Il renouvelle les identités et les lignes graphiques des éditions René Julliard et Denoël. Il est chargé des mises en pages pour l'Union latine d'édition et le Club bibliophile de France. Il conçoit la formule de L'Observateur en 1950, et celle de France-Soir dans les années 1960. Travaillant pour l'édition, la presse, le théâtre, la mode, l'industrie, concevant affiches, lignes d'ouvrages, formules de presse, logotypes, identités, conditionnements, etc., il est un des graphistes français les plus recherchés, s'attachant la plupart du temps à dessiner des caractères typographiques pour singulariser et enrichir ses interventions.

Logo du Théâtre national populaire (TNP) composé en caractère Chaillot (1951).

En 1951 Jacno rencontre Léon Gischia qui travaille pour Jean Vilar au Théâtre national populaire (TNP). Gischia doit créer pour Vilar des affiches, travail qu'il propose à Jacno. Il conçoit par la suite l'ensemble de l'identité visuelle du TNP, de la ligne d'affiches à la collection du répertoire, en passant par le marquage des véhicules, les oriflammes, etc., soit un des premiers systèmes d'identité globale réalisé en France[réf. nécessaire]. Il dessine un logotype qui représente un tampon similaire à ceux qui sont appliqués sur les caisses des troupes théâtrales en tournée.
Il choisit de créer un caractère typographique s'inspirant des lettrages aux pochoirs. La fonderie Deberny et Peignot édite à partir de 1953 sous l'appellation Chaillot ce caractère qui demeure un des plus demandés dans ce registre. Jacno associe de manière systématique Chaillot et Didot Bottin dans toutes les compositions pour le TNP. Il redonne ainsi une vigueur particulière au Didot, peu employé depuis les années 1920 : celle de l'épopée révolutionnaire et de la république des origines.
Le succès du TNP amène Jacno à beaucoup travailler pour le théâtre et le spectacle vivant. Des années 1950 aux années 1980, il apparaît comme le principal graphiste dans ce domaine. Ses affiches couvrent la majeure partie de l'activité lyrique et théâtrale parisienne, images de cet effort vers un théâtre plus ouvert et plus populaire qu'incarne le TNP. À l'époque, les spectacles à ne pas manquer ont lieu au TNP ou à l'Odéon, au Théâtre des Nations ou encore à l'Opéra. Il conçoit les lignes graphiques, affiches, programmes, collections du répertoire, pour le Théâtre des Nations (à partir de 1959), l'Opéra et l'Opéra comique (1960). En 1970, la Comédie-Française lui confie ses affiches, ses programmes, ainsi que la ligne graphique et mise en pages de la prestigieuse Collection du Répertoire. À cet effet, il dessine l'alphabet Molière. À partir de 1973, son intervention pour le théâtre de l'Est parisien (TEP) est soutenue par la création d'un nouveau caractère, le Ménilmontant. En 1974, il travaille pour le Théâtre des Bouffes du Nord, créant pour chaque spectacle une affiche et un livret édité par le Centre international de créations théâtrales.
Marcel Jacno a formulé quelques thèses toujours d'intérêt sur la typographie et le graphisme. Sa définition de sa pratique et de sa recherche demeure ainsi d'une grande actualité : « Lorsqu'un artiste se plie à un art appliqué, à des contingences commerciales, il n'est pas obligé d'imiter, d'abandonner l'innovation ; il peut œuvrer dans un esprit moderne, participer à la formation du goût contemporain. Il peut être l'art vivant ».
Marcel Jacno était membre de l'Alliance graphique internationale (AGI) et de l'Association typographique internationale (ATypI).

## Liste des caractères créés par Marcel Jacno
Caractères créés par Marcel Jacno, :
- Film (1934)[note 4],[note 5] ;
- Scribe (1936) [note 6];
- Jacno (1948) ;
- Hippocrate (1950) ;
- Brantôme (1951) ;
- Chaillot (1951)[note 7] ;
- Molière (1970) ;
- Ménilmontant (1973) ;
- Corneille (1978).

## Publications de Marcel Jacno
- Marcel Jacno, Anatomie de la lettre, Paris, Compagnie française d'éditions, École Estienne, coll. « Collection Caractère », 1978, 98 p. (ISBN 2-85476-009-3, BNF 34615436).
- Marcel Jacno, Un bel avenir, Paris, M. Nadeau, 1981, 140 p. (ISBN 2-86231-036-0, BNF 3928781).

### Ouvrages relatifs à Jacno
- Andrée Benchetrif et Alain Weill, Jacno au Musée de l'affiche et de la publicité : typographie, affiches, livres, emballages (catalogue d'exposition), Musée de l'affiche et de la publicité, 1981, 71 p. (ISBN 2901422209).
- « Dix milliards de signatures. Marcel Jacno », Caractère, première année, no 2, juillet 1949.
- « Marcel Jacno », Caractère Noël, 1951.
- Who’s Who in Graphic Art, vol. 1 (1962) et 2.
- Michel Wlassikoff (dir.), Marcel Jacno : graphiste et typographe (catalogue d'exposition), Arles éditeur=Actes Sud, 2022, 219 p. (ISBN 978-2-330-16769-1).

### Articles et sites
- « Jacno. Lettres et images » par Robert Ranc, Cahiers d'Estienne, no 28, 1962.
- « Affiches françaises de théâtre de Marcel Jacno », Gebrausgraphik, no 1, 1955.
- « Dossier Jacno », Techniques graphiques, no 44, juillet-août 1962.
- « Retour des USA. Les commentaires de Marcel Jacno », Vendre, août 1939.
- « Des proclamations de l’an III aux affiches du TNP », Bref, « journal mensuel » du TNP, no 16, mai 1958.
- « Domaine du spectacle », Techniques graphiques, no 4, juillet-août 1962.
- « Fonctions de la lettre dans les arts utilitaires », Esthétique industrielle, no 72-73, 2e trimestre 1965
- ‘An artist's progress, from typographic design to painting’, Idea, mars 1972.
- « Typo-graphies », L'Immédiate, no 6, 1976.
- « Typographie et Théâtre, une expérience », L'Espace et la Lettre, Cahiers Jussieu 3, Université Paris VII, Coll 10/18, 1977.
- « Chiffres », L'Immédiate, no 20, 1979.
- « Typographies » par Marcel Jacno, Rencontres internationales de Lure, Lettres capitales, Rémy Magermans, 1982 (p. 126-131).
- « Marcel Jacno », sur indexgrafik.fr.
- « Caractères Film, Scribe, Jacno, Caillot », sur Bibliothèque municipale de Lyon.